# Jarosław Wilpiszewski
Jarosław Stefan Wilpiszewski (łot. Jaroslavs Viļpiševskis; ur. 1 listopada 1881 w gminie Pyłda k. Lucynu, zm. 6 listopada 1945 w Turmoncie) – polski prawnik i działacz społeczny na Łotwie, poseł do Sejmu Łotewskiego i redaktor prasy polonijnej w Rydze i Dyneburgu.

## Życiorys
Pochodził z rodziny ziemiańskiej zamieszkałej od pokoleń w Łatgalii. Z wykształcenia prawnik pracował jako sędzia w powiatach Lucyn i Siebież guberni witebskiej. Kilkakrotnie był wybierany na radnego Ziemstwa Powiatowego w Lucynie i Gubernialnego w Witebsku. 
W wolnej Łotwie zajmował się działalnością polityczną wśród Polaków. Przystąpił do założonego w 1922 Związku Polaków w Łotwie, którego został prezesem. Aktywny w samorządzie, w 1921 roku wybrany przewodniczącym rady gminy w Pildzie.
W sierpniu 1926 uczestniczył w Warszawie w II Zjeździe Polaków z Zagranicy. Został wybrany członkiem zarządu Wszechświatowego Związku Polaków (Światpolu). 
W 1925 i 1928 wybierano go posłem na Sejm Republiki Łotewskiej II i III kadencji z okręgu Iłukszta. W latach 1925–1931 wraz z Janem Wierzbickim współtworzył Klub Polski w parlamencie. Jednocześnie pozostał na stanowisku prezesa Związku Polaków Łotwie, a od 1932 do 1934 Polskiego Zjednoczenia Narodowego. W marcu 1939 wybrany prezesem Związku Polaków Łotwy, funkcję tę sprawował do czerwca 1939. 
W grudniu 1927 Rada Banku Narodowego Łotwy mianowała go na stanowisko członka Rady Banku Rolnego (Zemes Banka), w której zasiadał do 1934. 
Brał aktywny udział w polskim życiu społecznym: przewodniczył Radzie Związku Polskiej Młodzieży na Łotwie, sprawował funkcję prezesa towarzystwa „Oświata”, był też członkiem Towarzystwa „Aušra” i filistrem Polskiego Towarzystwa Akademickiego.
W 1934 został wydawcą i redaktorem naczelnym tygodnika „Nasze Życie”. Funkcje te pełnił aż do końca istnienia niepodległej Łotwy w 1940.